# 黒田武志
黒田 武志（くろだ たけし 1965年 - ）は、日本の実業家。大阪府生まれ。大阪市立大学商学部卒業。現リネットジャパングループ株式会社(旧ネットオフ株式会社)代表取締役社長である。
日本ファンドレイジング協会理事を務めている。

## 来歴
- 1989年 - トヨタ自動車株式会社入社。 国内および海外のアフターマーケット部門の企画業務に従事する。
- 1998年 - トヨタ自動車株式会社を退社し、ブックオフコーポレーション株式会社の企業家支援制度の第1号として株式会社ブックオフウェーブを設立。代表取締役社長に就任。三重、岡山、東京、愛知にてブックオフを経営。
- 2000年 - 株式会社イーブックオフを愛知県名古屋市に設立。日本最大級のオンライン中古書店「イーブックオフ（現在のネットオフ）」を開設した。
- 2014年 - ネットオフ株式会社をリネットジャパングループ株式会社に社名変更。同社代表取締役社長に就任。